# Біла Олександра Василівна
Біла Олександра Василівна (нар. 11 січня 1950, Львів) — член Національної спілки майстрів народного мистецтва України (з 2004 року), член Навчально-методичного центру культури і мистецтв Львівщини (з 1999 року), майстриня художньої вишивки хрестиком, гладдю, бісером та машинної вишивки.
1968 року закінчила середню школу № 70, один рік працювала техніком-оператором Львівського відділу Республіканського обчислювального центру. Одружена, має дочку. З 1973 по 1983 роки — технік-оператор обчислювальних машин заводу «Мікроприлад». З 1983 по 1995 рік — апаратник синтезу фітохімічного цеху Львівського хімзаводу. З 1996 року на пенсії за шкідливих умов праці. З 1997 року член Громадського об'єднання аматорів образотворчого та декоративного мистецтва «Джерело» у Львові. З 1999 року — член Об'єднання народних майстрів та художників-аматорів при ЛДОЦНТ і КОР (нині Навчально-методичний центр культури і мистецтв Львівщини).
З 2003 по 2019 року брала участь у персональних виставках у м. Львові в музеї архітектури і побуту (2003), в середній школі № 35, в Церкві Покрови Пресвятої Богородиці, у м. Городок, у с. Бортятино (2013, 2017). Загальні виставки — в м. Луганськ, м. Івано-Франківськ, м. Київ, с. Нагуєвичі.
Авторські роботи Олександри Білої зберігаються в приватних колекціях в Польщі, Канади, Англії, України.